# 나목 (소설)
《나목》(裸木)은 박완서가 1970년에 발표한 소설로, 작가의 데뷔작이다.이 작품은 한국전쟁이 터진 이듬해 겨울, 서울이 막 수복된 직후를 배경으로 하여 초상화 가게에서 일하는 화가를 통해 예술과 삶 사이의 갈등을 담담하게 서술하고 있다.
1970년 여성동아 여류장편소설 모집에 당선되어 11월호 별책부록으로 발간되었고, 1976년 열화당 출판사에서 처음 간행되었다. 그 뒤로 세계사 출판사에서 전집의 일부로 간행했으며, 2024년에는 아카이브판을 출간했다.

## 줄거리
한국 전쟁 중 서울 명동의 미8군 PX 초상화부에 근무하는 주인공 이경은 미군에게 초상화를 그려 주는 화가들 속에서 옥희도를 만난다. 자기 때문에 두 오빠가 폭격으로 죽었다는 죄의식을 가지고 있으면서, 동시에 두 아들을 잃고 망연자실한 상태로 살고 있는 어머니와 암울한 집안 분위기로부터 벗어나고 싶은 이경은 '황량한 풍경'이 담긴 눈을 가진 옥희도에게 끌린다. 두 사람은 명동 성당과 장난감 침팬지가 술을 따라 마시는 완구점 사이를 거닐며 사랑을 하지만 그들의 사랑은 오래 지속되지 못한다.
옥희도는 진짜 화가가 되고 싶어했다. 이경은 어느 날 PX에 나오지 않는 옥희도를 찾아 그 집에 갔다가 캔버스에 고목(枯木)이 그려져 있는 것을 본다. 어머니가 돌아가시고 난 뒤 이경은 역시 미군 PX에서 일하는 황태수라는 청년과 결혼한다. 세월이 흐른 뒤 이경은 옥희도의 유작전(遺作展)에 가서 지난날 옥희도가 그리고 있었던 그림이 고목(枯木)이 아니라 나목(裸木)이었음을 알게 된다.

## 등장인물
- 이경(李炅): 전쟁으로 인해 두 오빠를 잃고 그게 자신 때문이라는 죄책감을 안고 살아가던 중 옥희도의 강렬한 예술 정신에 이끌려 그를 사랑하게 됨. 외자 이름이어서 주로 '경아'로 불린다.
- 옥희도: 강렬한 예술 정신을 지닌 화가로 고통스러운 현실 속에서도 자신만의 예술 세계를 지켜 나간다. 이북 출신으로 전쟁 전에는 명성 있는 화가였지만, 현재는 생계 유지를 위해 PX에서 미군들의 싸구려 스카프 그림 의뢰를 받는다.
- 황태수(黃泰秀): PX에서 일하는 전기공으로 사다리 위에서 전구를 갈다가 경아와 만났다. 그 후로 그는 계속 경아에게 추파를 던지지만 옥희도를 사랑하는 경아는 태수와는 미묘한 관계를 유지한다. 옥희도와 그는 동향 사람이며 그의 큰형과 절친한 친구 사이이다.
- 경아의 어머니: 고향은 개성이라고 한다.
- 이진(李眞): 경아의 사촌오빠로, 육군 중령이다. 경아에게 집과 어머니를 내버려두고 부산으로 내려와 지내라고 회유한다.
- 이혁(李赫), 이욱(李郁): 경아의 두 오빠. 서울 폭격 당시 행랑채에 숨었다가 폭격을 맞아 목숨을 잃었다.
- 옥희도의 아내: 희고 긴 목이 아름다운 미인으로 서술된다. 경아는 그녀에게 노골적인 질투를 드러낸다.
- 다이아나 김
- 미숙
- 조: 여자들과의 가벼운 관계와 섹스를 즐기는 미군. 경아에게 구애한다.
- 김씨, 돈씨, 진씨, 박씨: 경아가 일하는 PX 초상화부에서 일하는 화가, 속칭 '환쟁이'들. '돈씨'는 실제로 김씨지만, 계속 돈 이야기를 한다 해서 김씨와 구별하기 위해 돈씨가 되었다.
- 최만길(崔萬吉): 초상화부 사장.

## 출간 정보
- 《나목(아카이브 에디션)》, 세계사, 2024년 5월 21일

## 같이 보기
- 박수근
- 객관적 상관물